# Michał Chmielewski (pływak)
Michał Chmielewski (ur. 8 czerwca 2004) – polski pływak specjalizujący się w stylu motylkowym, brązowy medalista mistrzostw Europy.

## Kariera
W lutym 2024 roku na mistrzostwach świata w Dosze na dystansie 200 m stylem motylkowym zajął czwarte miejsce z czasem 1:55,36.
Cztery miesiące później, podczas mistrzostw Europy w Belgradzie w tej samej konkurencji zdobył brązowy medal (1:55,51).

## Życie prywatne
Ma brata bliźniaka, Krzysztofa, który także jest pływakiem.